# Peyrestortes
Peyrestortes (in catalano Paretstortes) è un comune francese di 1 353 abitanti situato nel dipartimento dei Pirenei Orientali nella regione dell'Occitania.

## Società

### Evoluzione demografica
Abitanti censiti